# Сорока Віктор Миколайович
Віктор Миколайович Сорока (нар. 5 січня 1975, с. Залісся, Україна) — український журналіст.

## Життєпис
Віктор Сорока народився 5 січня 1975 року в селі Залісся Чортківського району на Тернопільщині.
Перших азів грамоти навчила мама, тому вже в 6 років умів читати. Перша його прочитана книжка — Франковий «Лис Микита».
Закінчив Залісянську та Чортківську школу інтернат, Тернопільський педагогічний університет (нині національний).
Після закінчення працював на Тернопільському телебаченні: ведучий новин, керівник інформаційної служби, заступник, виконувач обов`язків головного редактора.
З 1990 — у Києві: заступник головного редактора «Народного телебачення України», віце-президент, репортер «Новини звідусіль», які телеканал «Гравіс» готував для ICTV; від 1999 — на телеканалі ICTV: парламентський кореспондент «Фабрики новин», заступник головного редактора інформаційної служби і водночас випусковий редактор новин, шеф-редактор «Фактів».

## Нагороди
- Грамота Верховної Ради України (27 травня 2004) — за вагомий особистий внесок у розбудову та розвиток інформаційного простору держави, багаторічну сумлінну працю в засобах масової інформації, високий професіоналізм та з нагоди Дня журналіста[1]
- Національна премія України в галузі телебачення «Телетріумф» у номінації «Кращий репортер України 2007» (2007)[2]
- Заслужений журналіст України (5 червня 2008) — за вагомий особистий внесок у розвиток вітчизняної журналістики, відстоювання ідеалів демократії та свободи слова, високий професіоналізм і з нагоди Дня журналіста[3]
- Почесна грамота Кабінету Міністрів України (19 серпня 2009) — за вагомий особистий внесок в утвердження демократичних засад у суспільстві, розвиток свободи слова, високу професійну майстерність та з нагоди Дня Незалежності України[4]